# Them! (film din 1954)
Them! este un film SF american din 1954 regizat de Gordon M. Douglas. În rolurile principale joacă actorii James Whitmore, Edmund Gwenn, Joan Weldon, James Arness.
Este unul dintre primele filme cu „monștrii nucleari” ("nuclear monster") și primul film cu insecte [ca monștri]. Them! a fost nominalizat la premiul Oscar pentru efecte speciale și a câștigat premiul Golden Reel pentru cel mai bun sunet.

## Prezentare
În deșertul New Mexico, sergentul de poliție Ben Peterson și partenerul său găsesc un copil rătăcind prin deșert și curând descoperă că furnici gigantice atacă localnicii. Agentul FBI, Robert Graham face echipă cu Ben și cu ajutorul Dr. Harold Medford și al fiicei sale, Dr. Patricia "Pat" Medford, distrug colonia de furnici din mijlocul deșertului. Dr. Harold Medford explică că testele atomice din 1945 au transformat furnicile în mutanți periculoși. Dar ei descoperă, de asemenea, că două furnici-regine au zburat spre Los Angeles unde au întemeiat o colonie mare în subteranele orașului.

## Actori
- James Whitmore este Sgt. Ben Peterson
- Edmund Gwenn este Dr. Harold Medford
- Joan Weldon este Dr. Pat Medford
- James Arness este FBI Agent Robert Graham
- Onslow Stevens este Gen. O'Brien
- Sean McClory este Maj. Kibbee
- Chris Drake este Trooper Ed Blackburn
- Sandy Descher este Ellinson girl
- Mary Ann Hokanson este Mrs. Lodge
- Don Shelton este Trooper Capt. Fred Edwards
- Fess Parker este Alan Crotty
- Olin Howlin este Jensen, alcoolicul beat care vede furnici care zboară
- Leonard Nimoy este sergentul forțelor aeriene din camera de comunicații (nemenționat)

## Primire
Listele Institutului American de Film 
- AFI's 100 Years...100 Thrills - Nominalizare[2]
- AFI's 10 Top 10 - Nominalizare ca film SF[3]

Filmul a fost clasificat pe locul 72 în topul 100 Scariest Movie Moments realizat de Bravo.